# Clénet Series II
Clénet Series II – samochód osobowy klasy wyższej produkowany pod amerykańską marką Clénet w latach 1979–1987.

## Historia i opis modelu

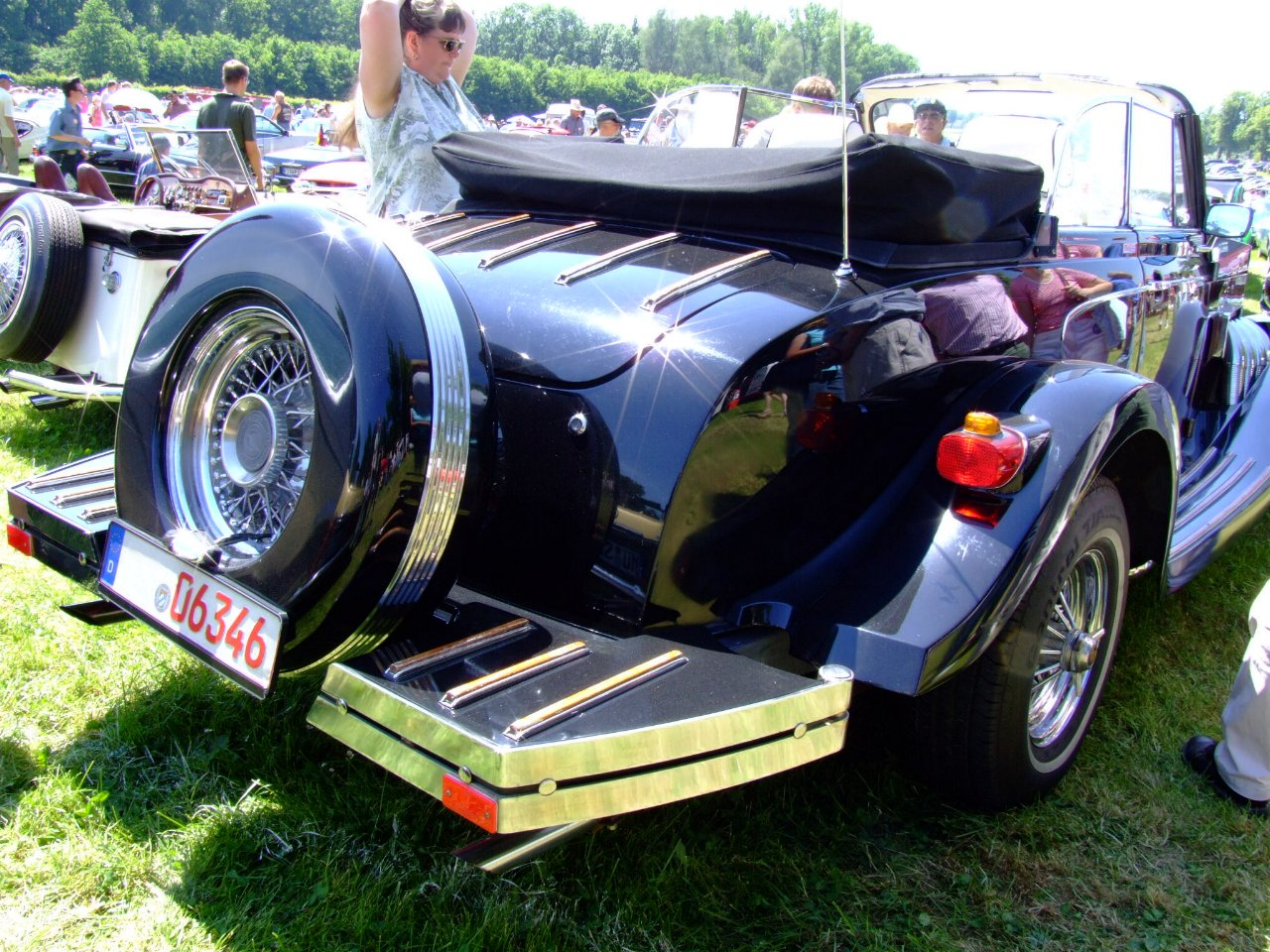
Clénet Series II - tył

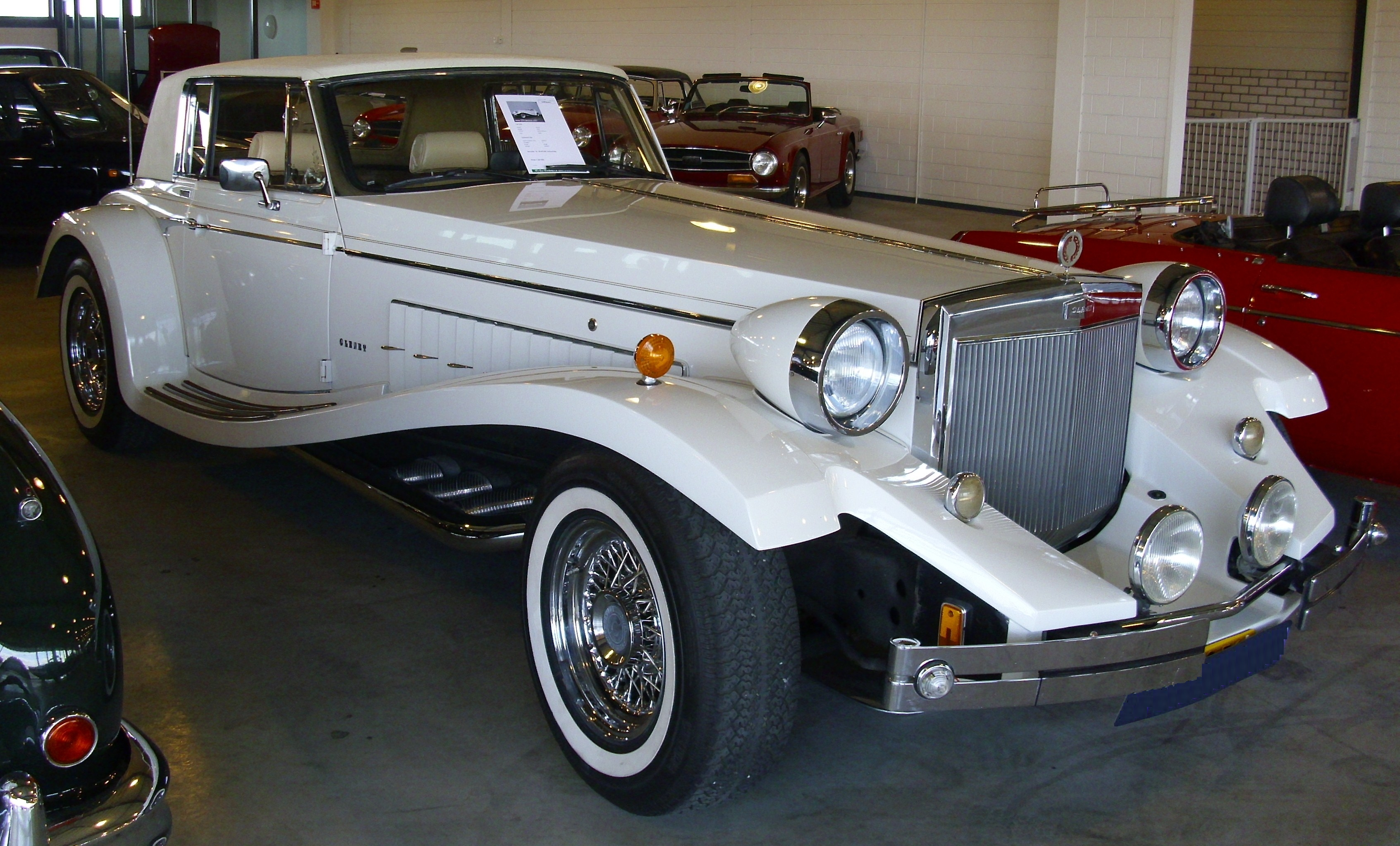
Clénet Series III Asha

Pod koniec lat 70. XX wieku, wraz z końcem produkcji pierwszej konstrukcji przedsiębiorstwa Clénet Coachworks o nazwie Series I, przedstawiony został następca w postaci zupełnie nowej konstrukcji o nazwie Series II. Wciąż utrzymana w awangardowej neoklasycznej estetyce, stała się wyraźnie większa i masywniejsza na czele ze znacznie dłuższym nadwoziem.
Pod kątem wizualnym charakterystycznym rozwiązaniem poza długą maską, łukowatymi błotnikami i masywną, pionową atrapą chłodnicy stał się także tylny zderzak pod postacią wydłużonej półki, na której umieszczono obudowę atrapy chłodnicy. Za napęd posłużyło 5,8-litrowe V8 z rodziny Cleveland.

### Series III Asha
W 1981 roku ofertę amerykańskiej manufaktury wzbogacił bardziej przystępny cenowo model Clénet Series III Asha o jeszcze bardziej krótkoseryjnym i limitowanym charakterze. Przez kolejne 6 lat przedsiębiorstwo zbudowało w kalifornijskich zakładach 52 egzemplarze, a pod kątem wizualnym samochód wyróżniał się bardziej jednorodnym malowaniem nadwozia.

### Sprzedaż
Najpierw produkowany w zakładach w kalifornijskim Goleta, a potem w innym mieście tego stanu Carpinteria, Clénet Series II podczas trwającej 8 lat produkcji powstał łącznie w liczbie 187 egzemplarzy. Cena za egzemplarz w końcowej fazie produkcji wynosiła 102 500 dolarów amerykańskich.

### Silnik
- V8 5.8l Cleveland